# (463) Lola
(463) Lola es un asteroide perteneciente al cinturón de asteroides descubierto el 31 de octubre de 1900 por Maximilian Franz Wolf desde el observatorio de Heidelberg-Königstuhl, Alemania.
Está posiblemente nombrado por Lola, un personaje de la ópera Cavalleria rusticana del compositor italiano Pietro Mascagni.